# Degen suisse
 (août 2022).
 (août 2022).
La mise en forme du texte ne suit pas les recommandations de Wikipédia : il faut le « wikifier ».
Les points d'amélioration suivants sont les cas les plus fréquents. Le détail des points à revoir est peut-être précisé sur la page de discussion.
- Les titres sont pré-formatés par le logiciel. Ils ne sont ni en capitales, ni en gras.
- Le texte ne doit pas être écrit en capitales (les noms de famille non plus), ni en gras, ni en italique, ni en « petit »…
- Le gras n'est utilisé que pour surligner le titre de l'article dans l'introduction, une seule fois.
- L'italique est rarement utilisé : mots en langue étrangère, titres d'œuvres, noms de bateaux, etc.
- Les citations ne sont pas en italique mais en corps de texte normal. Elles sont entourées par des guillemets français : « et ».
- Les listes à puces sont à éviter, des paragraphes rédigés étant largement préférés. Les tableaux sont à réserver à la présentation de données structurées (résultats, etc.).
- Les appels de note de bas de page (petits chiffres en exposant, introduits par l'outil «  Source ») sont à placer entre la fin de phrase et le point final[comme ça].
- Les liens internes (vers d'autres articles de Wikipédia) sont à choisir avec parcimonie. Créez des liens vers des articles approfondissant le sujet. Les termes génériques sans rapport avec le sujet sont à éviter, ainsi que les répétitions de liens vers un même terme.
- Les liens externes sont à placer uniquement dans une section « Liens externes », à la fin de l'article. Ces liens sont à choisir avec parcimonie suivant les règles définies. Si un lien sert de source à l'article, son insertion dans le texte est à faire par les notes de bas de page.
- La présentation des références doit suivre les conventions bibliographiques. Il est recommandé d'utiliser les modèles {{Ouvrage}}, {{Chapitre}}, {{Article}}, {{Lien web}} et/ou {{Bibliographie}}. Le mode d'édition visuel peut mettre en forme automatiquement les références.
- Insérer une infobox (cadre d'informations à droite) n'est pas obligatoire pour parachever la mise en page.

Pour une aide détaillée, merci de consulter Aide:Wikification.
Si vous pensez que ces points ont été résolus, vous pouvez retirer ce bandeau et améliorer la mise en forme d'un autre article.

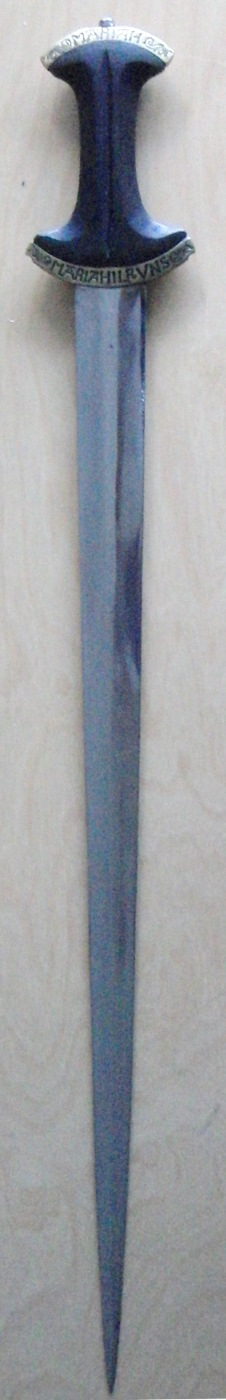
Réplique d'une épée suisse du XVe siècle (longueur lame 63 cm). La garde incurvée est inscrite avec une invocation Maria hilf uns (« Marie aide-nous »). D'après un original conservé au musée historique de Berne.

Le degen suisse (Schweizerdegen) était une épée courte ( Degen ), une version allongée du poignard suisse, avec la même forme de double croissant de la garde . Il apparaît dès le XIVe siècle. Au XVe il a été utilisé comme type d'arme de poing dans l'ancienne Confédération suisse et en particulier par les mercenaires suisses, de la première moitié du XVe siècle jusqu'au milieu du XVIe siècle. Le terme indigène utilisé au XVe siècle pour cette arme était baselard. Le terme Schweizerdegen est attesté pour la première fois en 1499.
La longueur de la lame est comprise entre 40 et 70 cm. Bien qu'il y ait eu une tendance générale à l'allongement des lames au fil du temps, cette évolution n'a pas été linéaire et des longueurs de lames variées ont coexisté tout au long du XVe siècle. Ce n'est qu'au XVIe siècle qu'une scission plus ou moins discrète entre le poignard court (Dolch) et le long degen devient évident.
Ces armes étaient largement portées tant par les militaires que par les civils. Ils étaient très populaires auprès des piquiers mercenaires suisses à la fin du XVe siècle et au début du XVIe siècle. Les Degen n'étaient généralement pas considérés comme armes d'artillerie, mais achetés à titre privé comme armes secondaires par des soldats. Pour cette raison, il n'y a jamais eu de forme standardisée, et les variations dans la conception de la poignée et de la lame ont perduré depuis leur création au XIIIe siècle jusqu'au déclin de l'arme au XVIIe siècle.
Le CGM 558 Fechtbuch (Hugo Wittenwiler) mentionne quelques techniques de défense à mains nues contre une attaque avec un basler (degen suisse). L'utilisation de l'arme a des parallèles avec l'escrime et le Messer allemand , et en effet la section sur le basler dans le traité de Wittenwiler prend place dans la section Messer dans des manuscrits allemands comparables (Wittenwiler traite des techniques du basler à côté de l'épée longue, du poignard à rondelle (tegen), poignard suisse (kurzes messer) et ringen non armé.

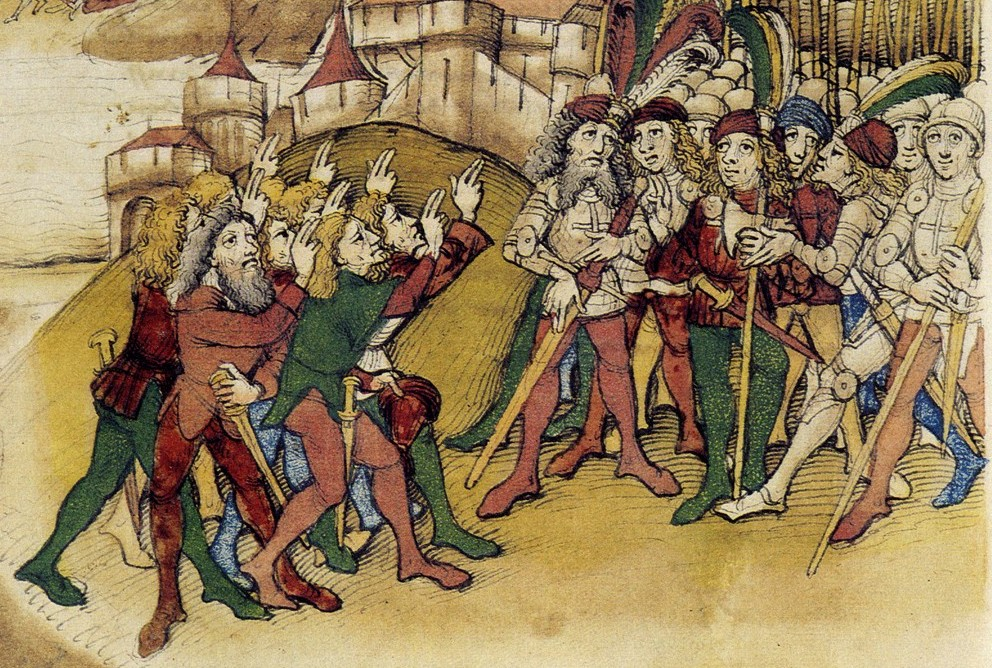
Scène de Hasle jurant fidélité à Berne, de la Chronique de Spiez (années 1480). Plusieurs hommes de chaque parti portent le degen suisse classique de la fin du XVe siècle.